# Espresso martini
Espresso martini, cunoscut și sub numele de vodka espresso, este o băutură alcoolică cu cofeină, preparată cu espresso, lichior de cafea și vodcă. Nu este un martini adevărat, deoarece nu conține nici gin, nici vermut, dar este una dintre multele băuturi care încorporează termenul martini în numele lor.

## Origine
Există mai multe afirmații cu privire la originea espresso martini. Una dintre cele mai frecvente este că a fost creat de Dick Bradsell la sfârșitul anilor 1980, în timp ce lucra la Fred's Club din Londra, pentru o domnișoară, despre care Bradsell a afirmat că acum este un fotomodel celebru, care a cerut „ceva care să mă trezească, apoi să mă ia dracu” (în engleză: „something to wake me up, then fuck me up”). Bradsell a făcut această afirmație într-un videoclip viral. Bradsell a mai fost citat despre circumstanțele inventării băuturii sale: „Mașina de cafea de la Soho Brasseries era chiar lângă stația unde serveam băuturi. Era un coșmar, deoarece era zaț de cafea peste tot, așa că aveam cafeaua mereu în minte. Și totul era despre vodcă atunci – asta era tot ce consumau oamenii.”
Rețetele pentru un espresso martini variază în funcție de sursă. În mod tradițional, acestea includ Kahlúa sau Tia Maria.

### Difford's Guide
Difford's Guide recomandă 1,5 US fluid ouncei (44 mL) de vodcă, 1 US fluid ounce (30 mL) de cafea espresso fierbinte și 2⁄3 US fluid ounce (20 mL) de lichior de cafea. Ingredientele se toarnă într-un shaker plin cu gheață. Amestecul este apoi agitat, strecurat fin și turnat într-un pahar de martini răcit. Băutura este garnisită cu boabe de cafea (și poate cu o răsucire a unei coji de lămâie) și servită.

## Popularitate
Băutura a avut o popularitate ascendentă la începutul anilor 2020. Această popularitate a fost întâmpinată cu îngrijorare de către barmani din cauza timpului și efortului necesar pentru a pregăti băutura.

## Variante
Pot exista ușoare modificări ale rețetei clasice de martini espresso. Exemplele includ adăugarea de sos Cointreau cu ciocolată pentru a face un Chocolate Orange Espresso Martini, sau adăugarea de sirop de bezele pentru a face un Toasted Marshmallow Espresso Martini.